# カロンズベカラズ
カロンズベカラズは、日本の男性2人組音楽ユニット。ButaiEntertainment所属。

## メンバー
メンバーの詳細は各項目を参照。また結成以前から現在においてもメンバーそれぞれ歌い手や楽曲提供などソロとして活動している。
| 名前             | 担当                   |
| ---------------- | ---------------------- |
| 島爺             | ボーカル               |
| ナナホシ管弦楽団 | ギター 作詞 作曲・編曲 |

## 概要・略歴
- 二人の接点はボーカロイド楽曲である。ボーカロイド楽曲（ボカロ曲）の投稿者（ボカロP）であったナナホシ管弦楽団の楽曲を、カバー曲（歌ってみた）の投稿者（歌い手）であった島爺が活動初期から数多くカバーしていた（2013/03/16投稿「才能シュレッダー」が初の歌ってみた）。これらの歌ってみた動画の中にはYouTubeにて1400万再生を超えた「IMAGINARY LIKE THE JUSTICE」（2022年12月時点）もある。
- 公での二人に交流があったのは、ナナホシ管弦楽団が島爺の1stアルバム『冥途ノ土産』に楽曲提供した『OVERRIDE』から。その後アルバム制作に際しては数多くの楽曲提供がされてきた。
- 二人のタッグで制作されたメジャー楽曲として、アニメ『デジモンユニバース アプリモンスターズ』主題歌のタイアップを皮切りに、アニメや映画、特撮に至るまで数多くの共同制作曲がされてきた（島爺タイアップ欄参照）。
- 島爺としての2017年初ライブ「冥途ノ宴」にはスペシャルゲストとしてナナホシ管弦楽団が参加。以降の島爺のライブには度々ナナホシ管弦楽団がゲストとして参加してきた（主に東京や大阪での開催時）[1]。
- 2016年頃からの交流とタイアップ、ライブでの共演などを経て2022年8月30日にユニット結成を報告、これと同時にデビュー曲「かろんずべからず」の配信リリースを行った[2]さらにこれまでのメジャー活動を支えてきた罠孫（元ワーナー社員）を社長とする「Butai Entertainment株式会社」の立ち上げを報告した。[3]。
- 2022年12月16日、1stEPとして『曲者』をデジタル配信を開始した。

## ライブ
- メンバーである島爺のワンマンライブ「狂宴2023 〜老人、軽んずべからず〜」のオープニングアクトとしてカロンズベカラズが初ライブを実施。